# WTA Tournament of Champions
A WTA Tournament of Champions (hivatalos nevén Qatar Airways Tournament of Champions) 2009–2014 között évente megrendezett női tenisztorna volt azon játékosok számára, akik az adott szezonban legalább egy International kategóriájú tornát megnyertek. Ha egy teniszező a WTA Tour Championshipsre is kvalifikálta magát egyéniben, akkor ezen a tornán nem indulhat el, valamint az azonos időben való lebonyolítás miatt a Fed-kupa döntőjében érdekelt játékosok számára sem kötelező a részvétel.
A torna összdíjazása 2011-ig 600 000 amerikai dollár volt, de ha egy olyan játékos volt a győztes, aki a szezon során legalább három International tornán tudott diadalmaskodni, plusz 1 millió dollárt kapott bónuszként. 2012-től 750 000 dollár lett az összdíjazás.
A versenyt háromévente új országban, új városban rendezték meg. Az első helyszín az indonéziai Bali volt, ahol 2009-ben rendezték meg először az eseményt. 2012-től három éven keresztül Bulgária fővárosa, Szófia volt a verseny házigazdája.
A tornát utoljára 2014-ben rendezték meg, helyét 2015-től átvette a WTA Elite Trophy torna.
A tornán kizárólag egyes mérkőzéseket játszottak, párosok nincsenek. 2009-ben még 12 játékos vehetett részt a versenyen, a tíz legjobb ranglistahelyezéssel rendelkező játékos, valamint két szabadkártyás. A résztvevőket négy háromfős csoportba sorsolták, s a csoportkörök után az elődöntőkkel, majd a döntővel folytatódott a torna.
2010-ben megváltozott a lebonyolítás. Ekkortól az eseményen csak nyolc játékos vehetett részt (a hat legjobb világranglista-helyezéssel rendelkező játékos és két szabadkártyás). Csoportköröket ekkortól két esztendőn át nem rendeztek, egyenes kieséses rendszerben kezdték a tornát. A 2009-es lebonyolítással ellentétben pedig a harmadik helyért zajló mérkőzést is megrendezték az elődöntők vesztesei számára. 2012-től újra csoportkörben dőlt el az elődöntőbe jutók személye.

## Döntők
| Helyszín         | Év   | Győztes         | Ellenfél a döntőben     | Eredmény a döntőben |
| ---------------- | ---- | --------------- | ----------------------- | ------------------- |
| Bali, Indonézia  | 2009 | Aravane Rezaï   | Marion Bartoli          | 7–5, feladta        |
| Bali, Indonézia  | 2010 | Ana Ivanović    | Alisza Klejbanova       | 6–2, 7–6(5)         |
| Bali, Indonézia  | 2011 | Ana Ivanović    | Anabel Medina Garrigues | 6–3, 6–0            |
| Szófia, Bulgária | 2012 | Nagyja Petrova  | Caroline Wozniacki      | 6–2, 6–1            |
| Szófia, Bulgária | 2013 | Simona Halep    | Samantha Stosur         | 2–6, 6–2, 6–2       |
| Szófia, Bulgária | 2014 | Andrea Petković | Flavia Pennetta         | 1–6, 6–4, 6–3       |

## Kapcsolódó szócikk
- WTA Tour Championships